# Jane Adams
Jane Adams (Washington, 1 de abril de 1965) é uma atriz e roteirista norte-americana. Seu filme de estreia foi no ano de 1985, em Bombs Away. Integra o elenco do filme Poltergeist (2015), atuando como Dr. Claire Powell.